# Ōgo Suzuka
Ōgo Suzuka (大後 寿々花 (Đại Hậu Thọ Thọ Hoa) sinh ngày 5/8/1993) là một nữ diễn viên Nhật Bản. Cô trở nên nổi tiếng trên toàn thế giới khi tham gia bộ phim Hồi ức của một Geisha.

## Sự nghiệp
Cô bắt đầu diễn xuất từ năm lên 7 (2000) với hàng loạt các chương trình truyền hình và phim điện ảnh lớn nhỏ.
Đến năm 2005, cô được đóng vai chính Tae Komatsubara trong bộ phim Kita No Zeronen/Year One in the North của đạo diễn Isao Yukisada, bên cạnh nam tài tử Ken Watanabe.
Tháng 12/2005, cơ hội một lần nữa lại đến với Ohgo khi cô được mời thủ vai Nitta Sayuri lúc nhỏ (vai diễn khi lớn được giao cho Chương Tử Di) trong bộ phim đình đám của Hollywood lúc bấy giờ là Memoirs of a Geisha (Hồi ức của một geisha) . Trong phim, nhân vật Sayuri thời nhỏ của cô bé được gọi là Sakamoto Chiyo. Chính ánh mắt biết nói cùng diễn xuất chân thật của Suzuka đã lột tả được số phận của Chiyo nghèo khổ, đáng thương nhưng luôn nung nấu trong mình ước mơ trở thành Geisha để được gặp lại người đàn ông mà cô yêu. Những ai hâm mộ bộ phim hầu như không thể rời mắt khỏi đôi mắt buồn nhưng đẹp đến da diết của Suzuka. Thời điểm đó, nhiều người gọi cô với danh hiệu "Thiên thần có đôi mắt đẹp nhất thế giới."
Sau thành công đến từ vai diễn phụ trong Hồi ức một geisha, Suzuka tiếp tục nhận vai diễn trong bộ phim Baruto no Gakuen/Symphony of Joy (2006).
Cũng trong năm đó, cô tham gia CATAMARAN
Tháng 4 năm 2012, cô đăng ký vào Đại học thông tin môi trường của Đại học Keio Tháng 3 năm 2016, cô tốt nghiệp.
Năm 20 tuổi, khi nhận vai trong bộ phim Sexy Voice & Robo, cô nhận giải thưởng Nữ diễn viên phụ xuất sắc của Hiệp hội Hàn lâm Nhật, khiến chủ tịch hội đồng giám khảo năm đó là ngài Masahiro Kitagawa dành nhiều lời ngợi khen tâm huyết.
Bộ phim gần đây nhất mà cô tham gia là Oh Lucy! (2017)

#### Tài năng
Ngoài tài đóng phim, cô còn có nhiều sở thích và tài lẻ như múa ba-lê, nghệ thuật trà đạo, cắm hoa (ikebana), chơi piano, trượt tuyết, thả diều và trượt băng nghệ thuật.

#### Giải thưởng
1. Diễn viên mới triển vọng (Hội phê bình phim Nhật Bản)
2. Nữ diễn viên phụ xuất sắc (Hiệp hội Hàn lâm Nhật Bản)